# Chrysobothris lucana
Chrysobothris lucana är en skalbaggsart som beskrevs av Horn 1894. Chrysobothris lucana ingår i släktet Chrysobothris och familjen praktbaggar. Inga underarter finns listade i Catalogue of Life.